# كيت جوزفين بيتمان
كيت جوزفين بيتمان (بالإنجليزية: Kate Josephine Bateman)‏ هي ممثلة أمريكية، ولدت في 7 أكتوبر 1842 في بالتيمور في الولايات المتحدة، وتوفيت في 8 أبريل 1917 في لندن في المملكة المتحدة.